# 大田廣播
大田廣播（TJB）是一家地区私营广播电视公司，位于韩国大田，也是SBS广播网络的成员。 它最初成立于1994年4月9日，它首先开始了它的演示排放。 后来，它于同年1994年9月7日开始测试，然后，它于1995年5月14日开始正式播出。

## 站点
- 电视
  - 频道 - Ch. 22
  - 开播 - 1995年5月14日

- 调频广播 （Power FM）
  - 频率：95.7, 96.5 MHz
  - 开播：1998年3月2日
  - 呼號：HLDF-FM

## 海外姊妹台
- 日本：宮崎電視台、熊本縣民電視台